# Black Balloon
«Black Balloon» es una canción del grupo estadounidense de rock alternativo Goo Goo Dolls. Fue lanzada como el cuarto sencillo de su sexto álbum de estudio Dizzy Up the Girl, en septiembre de 1998.

## Composición y significado
La canción, según el cantante John Rzeznik, se basa en una mujer que lucha contra la adicción a la heroína y su amante, quien intenta desesperadamente salvarla. También ha dicho que trata sobre "ver a alguien a quien amas, que es tan genial, arruinarlo todo". Se especulaba que la persona en la que se basaba la canción era la ex-esposa del bajista Robby Takac, quien murió de una sobredosis de heroína.
Como muchas otras canciones de Goo Goo Dolls, "Black Balloon" utiliza una afinación alternativa inusual. Varias guitarras eléctricas utilizadas en la introducción y la guitarra rítmica acústica están afinadas en un acorde de quinta en re bemol abierto. En la versión del álbum, estaba afinado a medio paso.

## Video musical
El video comienza con una mujer soplando humo en una pompa de jabón. Luego muestra escenas de un club de natación de los años 50 mientras la banda interpreta la canción. El video fue dirigido por Nancy Bardawil.

## Posicionamiento en lista
| Lista (1999)                             | Mejor posición |
| ---------------------------------------- | -------------- |
| Canadá (RPM Top Singles)                 | 3              |
| Canadá (RPM Adult Contemporary)          | 6              |
| Canadá (RPM Rock/Alternative)            | 8              |
| Escocia (Scottish Singles Sales Chart)   | 77             |
| Estados Unidos (Billboard Hot 100)       | 16             |
| Estados Unidos (Adult Alternative Songs) | 3              |
| Estados Unidos (Adult Top 40)            | 3              |
| Estados Unidos (Alternative Airplay)     | 13             |
| Estados Unidos (Mainstream Rock)         | 28             |
| Estados Unidos (Mainstream Top 40)       | 13             |
| Iceland (Íslenski Listinn Topp 40)       | 23             |
| Reino Unido (UK Singles Chart)           | 76             |
| Reino Unido (UK Indie Chart)             | 14             |